# Gian Luigi Polidoro
Gian Luigi Polidoro (Bassano del Grappa, 4 de febrero de 1927 – Roma, 7 de septiembre de 2000) fue un director de cin y guionista italiano. Dirigió 16 películas entre 1956 y 1998. 
Especializado en el campo del documental, tuvo una nominación en los Premios Oscar de 1959 en la categoría de mejor documental corto por su corto Oeuverture. En 1960 dirige su primera comedia que, no fue un gran éxito, pero que consiguió tener en su reparto a actores como Alberto Sordi o Ugo Tognazzi. Precisamente fue con Sordi en El diablo donde consiguió mayor éxito internacional ganando el Oso de Oro en el Festival de Cine de Berlín de 1963 y en 1964 fue candidato en el Samuel Goldwyn International Award. Polidoro fue también actor, participando en películas como La abeja reina de Marco Ferreri.

## Filmografía

### Director
- La Corsa delle Rocche (1956)[2]
- Power Among Men (1958)
- Paese d'America (1958)
- Oeuverture (1958)
- Le svedesi (1960)
- Hong Kong un addio (1963)
- El diablo (Il diavolo) (1963)
- Thrilling (1965)
- La esposa americana (Una moglie americana) (1965)
- La moglie giapponese (1968)
- Satyricon (1969)
- Malos pensamientos (Fischia il sesso) (1974)
- ¿Permite, señora... que ame a su hija? (Permettete, signora, che ami vostra figlia) (1974)
- Rent Control (1984)
- Sottozero (1987)
- Hitler's Strawberries (1998)

### Actor
- La gran guerra (The Great War) (1959)
- La abeja reina (The Conjugal Bed) (1963)
- Kiss the Other Sheik (1963) - (segmento "L'uomo dei 5 palloni")
- Top Crack (1967)
- L'uomo dei cinque palloni (1968)

## Premios y distinciones
Premios Óscar
| Año  | Categoría              | Película | Resultado |
| ---- | ---------------------- | -------- | --------- |
| 1959 | Mejor documental corto | Overture | Nominado  |

Festival Internacional de Cine de Berlín
| Año  | Categoría  | Película  | Resultado |
| ---- | ---------- | --------- | --------- |
| 1963 | Oso de Oro | El diablo | Ganador   |

Festival Internacional de Cine de Cannes
| Año  | Categoría        | Película              | Resultado |
| ---- | ---------------- | --------------------- | --------- |
| 1956 | Mejor documental | La corsa delle rocche | Ganador   |